# День матери

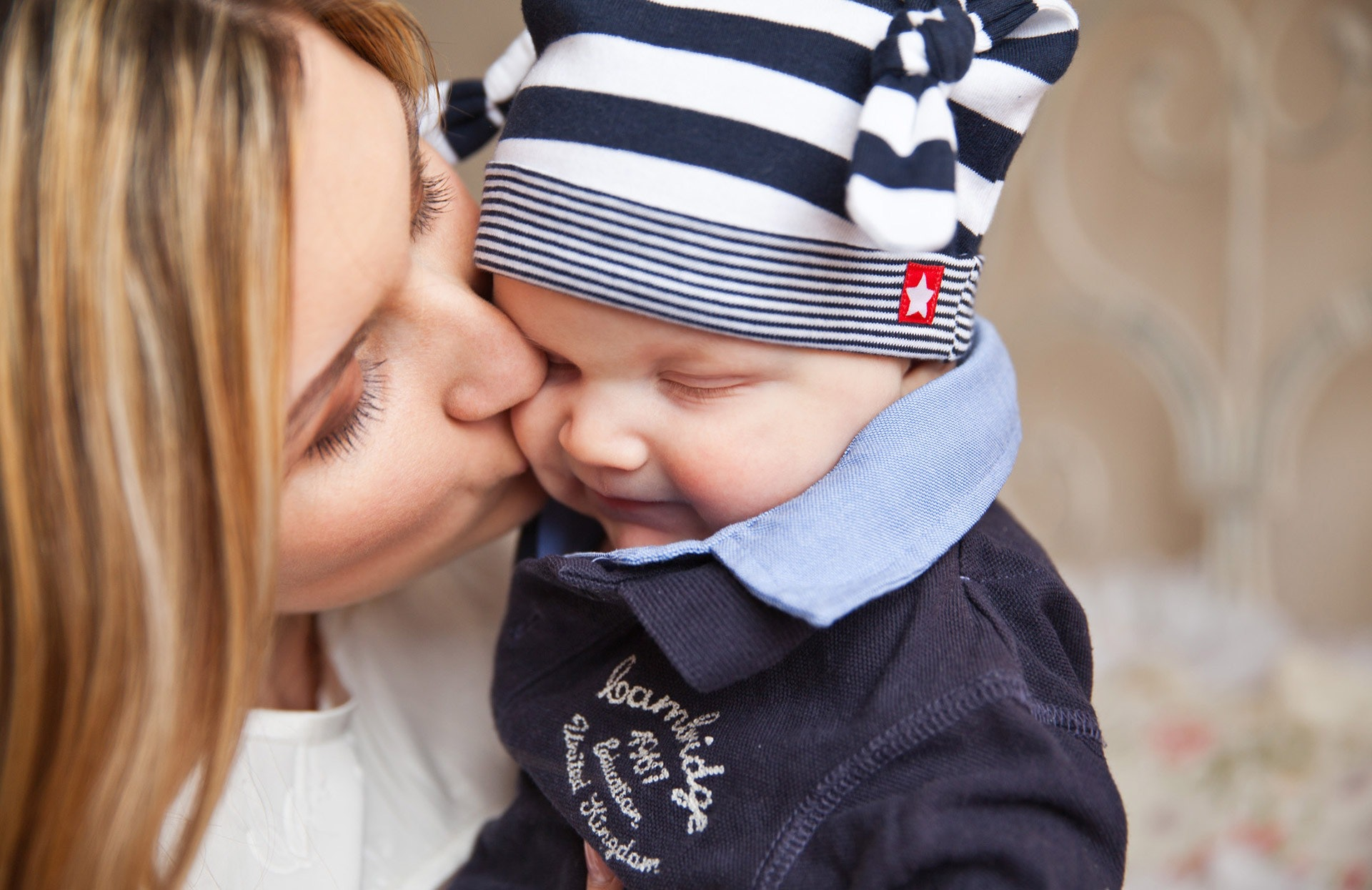
Мать, целующая своего ребёнка

День матери — международный праздник в честь матерей.
В этот день принято поздравлять матерей и беременных женщин, в отличие от Международного женского дня, когда поздравления принимают все представительницы женского пола. В разных странах этот день приходится на разные даты.

## День матери в разных странах
В основном в мире День матери отмечается во второе воскресенье мая, в том числе в Эстонии, Латвии, Украине, США, Дании, Финляндии, Германии, Италии, Турции, Австралии, Японии, Бельгии, Бразилии, Канаде, Казахстане, на островах Мальте и Кипре. День матери в России отмечают в последнее воскресенье ноября, в Египте — 21 марта, в Беларуси — 14 октября, в Грузии — 3 марта, в Армении — 7 апреля. В Кыргызстане день матери отмечается в третье воскресенье мая, в Великобритании — в четвёртое воскресение Великого поста, в Греции — 9 мая, в Польше — 26 мая. Шведы и французы поздравляют своих матерей в последнее воскресенье мая. Сербы — в декабре. В Венгрии, Испании, Португалии и Литве день матери отмечается в первое воскресенье мая. На Филиппинах — 10 мая.

## День матери в России
В Российской империи День матери впервые был проведён 1 декабря 1915 года в Первом Петроградском отряде скаутов по инициативе Главного инструктора скаутмастера Рагнара Акселевича Фернберга.
В ходе работы Первого съезда по скаутизму 26—30 декабря 1915 года в Петрограде, этот праздник был принят для проведения всеми формированиями русских скаутов (юных разведчиков).

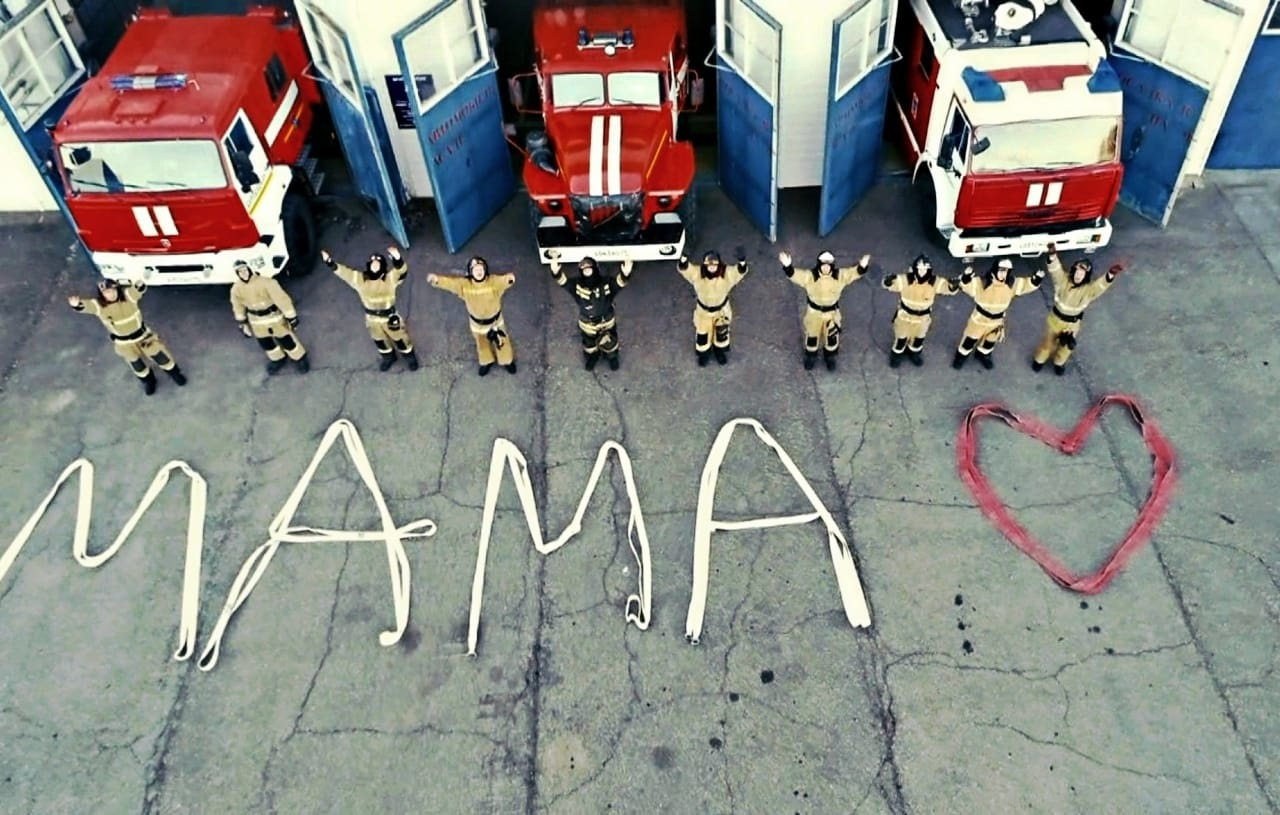
Поздравление российских пожарных с Днём матери, 2023 год

В Российской Федерации впервые День матери отмечался 2 мая 1993 года. Первым субъектом, официально установившим День матери, была Республика Саха (Якутия), где эта дата приходилась на третье воскресенье октября — в соответствии с Указом президента Республики Саха (Якутия) от 2 сентября 1993 года № 532 «Об установлении „Дня матери“». Общефедеральный День матери учреждён в соответствии с Указом президента Российской Федерации Б. Н. Ельцина от 30 января 1998 года № 120 «О Дне матери» праздник День матери; он отмечается в последнее воскресенье ноября. Инициатива учреждения этого праздника принадлежит Комитету Государственной Думы по делам женщин, семьи и молодёжи, в частности — Алевтине Викторовне Апариной — депутату Государственной Думы РФ, члену ЦК КПРФ. Цель праздника — поддержать традиции бережного отношения к женщине, закрепить семейные устои, особо отметить значение в нашей жизни главного человека — матери.
Символом Дня матери в России выступает незабудка: маленький цветок символизирует постоянность, преданность, нежность и бескорыстную любовь — всё то, чем так щедро одарила природа материнское сердце. Изображения плюшевых мишек с незабудкой в лапках — тоже является атрибутом праздника.

## История праздника

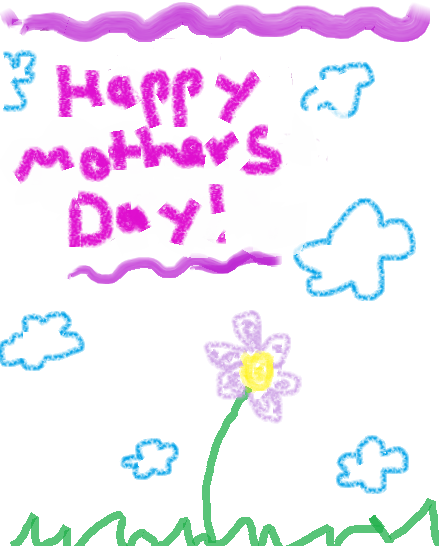
Поздравительная открытка ко Дню матери

Чествование женщины-матери имеет многовековую историю. День почитания матери происходит от древнегреческого культа матери. Официальные мистерии с обрядами в честь Кибелы, или Реи, Великой матери богов, устраивались в мартовские иды во всей Малой Азии.
С XVII по XIX век в Великобритании отмечалось так называемое «Материнское воскресенье» (англ. Mothering Sunday) — во второе воскресенье Великого поста, посвящённое чествованию матерей по всей стране.
В США День матери впервые публично был поддержан известной американской пацифисткой Джулией Уорд Хоув в 1872 году. «День матери» по версии Джулии Уорд — день единства матерей в борьбе за мир во всём мире. Концепция Джулии Уорд не нашла широкой поддержки ни в США, ни в других странах.
В 1907 году американка Анна Джарвис из Филадельфии выступила с инициативой чествования матерей в память о своей матери. Анна написала письма в государственные учреждения, законодательные органы и выдающимся лицам с предложением один день в году посвятить чествованию матерей. В 1910 году штат Виргиния первый признал День Матери официальным праздником. В 1914 году президент США Вудро Вильсон объявил второе воскресенье мая национальным праздником в честь всех американских матерей.
Вслед за США второе воскресенье мая объявили праздником 23 страны (в их числе: Бахрейн, Гонконг, Индия, Малайзия, Мексика, Никарагуа, Объединённые Арабские Эмираты, Оман, Пакистан, Катар, Саудовская Аравия, Сингапур, Австралия, Украина, Эстония и другие), а ещё более тридцати отмечают праздник в другие дни.

## Символика и обычаи

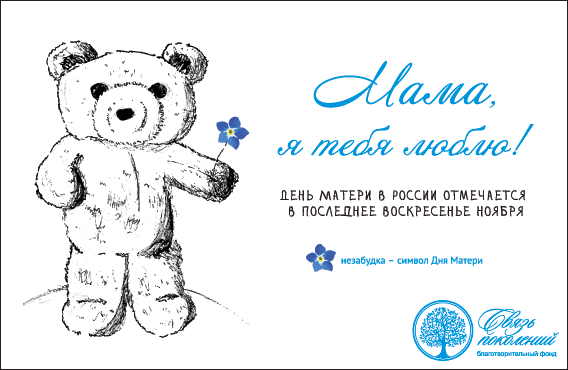
Открытка ко Дню матери

В США и Австралии существует традиция носить в этот день на одежде цветок гвоздики. Причём цвет имеет значение, так цветная гвоздика говорит о том, что мать человека жива, а белые цветы прикалывают к одежде в память об ушедших матерях.
В России уже несколько лет проходит Всероссийская социальная акция ко Дню матери, «Мама, я тебя люблю!». В предпраздничную неделю в рамках акции проходит ряд мероприятий, в частности раздача промооткрыток, которые можно отправить почтой или просто подарить маме. Символом социальной акции является незабудка.